# Dioscore thalassias
Dioscore thalassias är en fjärilsart som beskrevs av W. Warren 1903. Dioscore thalassias ingår i släktet Dioscore och familjen mätare. Inga underarter finns listade i Catalogue of Life.